# Minolovka

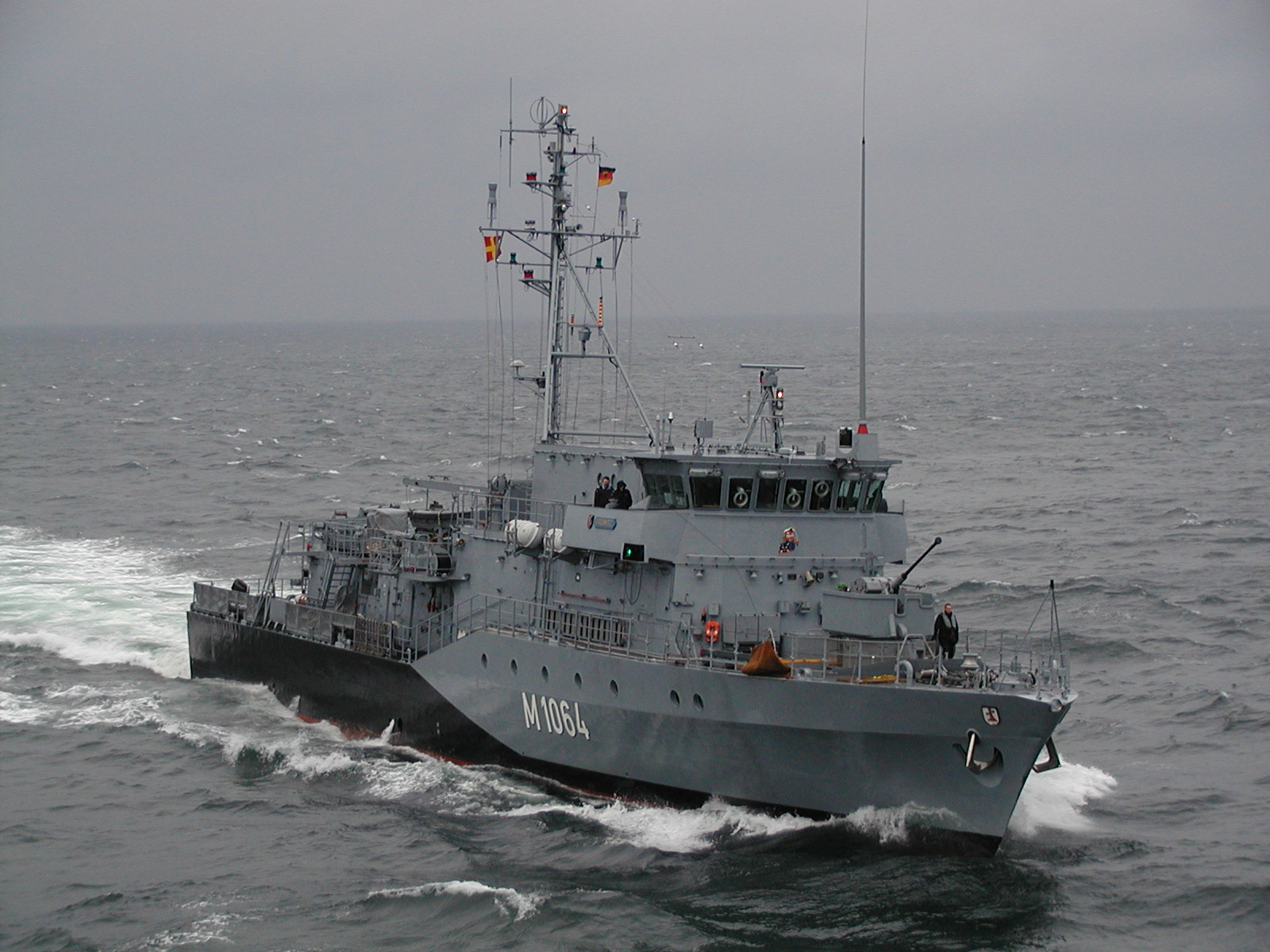
Německá minolovka Grömitz (M 1064) – rok 2002

Minolovka je válečná loď, která je určená k odklízení námořních min, ničení minových zátarasů a k ochraně bojových lodí a konvojů. Minolovka je malá a obratná loď, často jen lehce vyzbrojená, případně je vyzbrojená i pro vyhledávání a boj s ponorkami.
U tohoto druhu válečných lodí je důležitá co nejmenší možnost zjištění přítomnosti ze strany miny, čehož je docíleno specifickou konstrukcí, která zahrnuje kupříkladu:
- dřevěný trup – kvůli minám citlivým na změnu magnetického pole,
- zvláštní druh pohonu (např. lodní šroub typu Voith-Schneider) pro snížení akustické stopy – kvůli minám aktivovaným na základě hladiny hluku,
- užší trup – miny citlivé na změnu okolního tlaku.

Tyto specifické požadavky mají i své nevýhody, jako je snížená maximální rychlost nebo slabší vyzbrojenost, z čehož plyne i případná potřeba dodatečně chránit minolovky jinými plavidly.

## Třídy minolovek
- oceánské – konstruovány pro podmínky na otevřeném moři
- pobřežní – operuje v pobřežních vodách
- minolovné čluny – působí v blízkém okolí přístavů a ústí řek